# Хатерии
Вижте пояснителната страница за други значения на Хатерии.
Хатериите (Sphenodon) са род влечуги, живеещи на трудно достъпни острови по крайбрежията на главните острови на Нова Зеландия.
Познати са два вида хатерии – Sphenodon punctatus (хатерия от Северния остров - в околностите му) и Sphenodon guntheri (хатерия от островите Брадърс - в протока Кук, между Северния и  Южния остров).
Родът хатерия е единственият оцелял род от почти изчезналия разред влечуги Клюноглави (Rhynchocephalia)., който се е появил на Земята преди 220 млн. години, а е съкратен преди 65 млн. години (в границите на масовото измиране креда-терциер) до рода хатерия, който на свой ред е силно пострадал от човешка дейност и в резултат на нея е сведен до съществуващите към 21. век два вида. Многобройни костни останки доказват, че поне докъм 950 г. н.е. хатериите са били широко разпространени, но по-късно първо маорите, а впоследствие – и европейските колонизатори - повлияват на разпространението на тези влечуги така негативно, че към края на 19 век те вече са изчезнали и от двата големи острова на Нова Зеландия – Северния и Южния.